# Geumgwa-myeon
Geumgwa-myeon (koreanska: 금과면) är en socken i kommunen Sunchang-gun i provinsen Norra Jeolla i den sydvästra delen av Sydkorea, 250 km söder om huvudstaden Seoul.